# (29309) 1993 VF1
1993 في أف 1 (ويعرف أيضًا باسم (29309) 1993 في أف 1 وفق تسمية الكوكب الصغير) (بالإنجليزية: 1993 VF1)‏ هو كويكب ضمن حزام الكويكبات؛ وترتيبه 29309 من حيث الاكتشاف.
اكتُشف هذا الجُرم الفلكي بواسطة Atsushi Sugie ‏ في 15 نوفمبر 1993.

## وصلات خارجية
- (29309) 1993 VF1 في قاعدة بيانات مختبر الدفع النفاث لأجرام النظام الشمسي الصغيرة

- الاكتشاف · مخطط المدار ·  العناصر المدارية · المعلمات المادية

- (29309) 1993 VF1 على موقع ويكي سكاي: DSS2, SDSS, GALEX, IRAS, Hydrogen α, X-Ray, Astrophoto, Sky Map, Articles and images